# Klára Koukalová
Klára Koukalová (* 24. Februar 1982 in Prag, Tschechoslowakei) ist eine ehemalige tschechische Tennisspielerin.

## Karriere
2001 erreichte sie in Antwerpen erstmals das Finale eines WTA-Turniers, 2005 gewann sie ihre ersten beiden WTA-Titel im Einzel. Hinzu kommen sieben Einzeltitel auf dem ITF Women’s Circuit. Koukalová war 2006 neben Nicole Vaidišová, Lucie Šafářová und Iveta Benešová die vierte tschechische Spielerin, die in die Top 50 vorstoßen konnte.
Bei der Fed-Cup-Partie 2006 gegen Thailand wurde sie zur gefeierten Person, als sie mit ihrem Sieg (6:2, 7:6) über Montinee Thangpong für Tschechien den Weg zum Aufstieg in die Weltgruppe ebnete.
Im Juni 2011 gelang ihr im niederländischen ’s-Hertogenbosch, wo sie auf den Tag genau sechs Jahre zuvor ihren ersten Einzeltitel gefeiert hatte, an der Seite von Barbora Záhlavová-Strýcová der erste WTA-Erfolg im Doppel.
2012 erreichte Koukalová ihr bestes Ergebnis bei den French Open, als sie bis ins Achtelfinale vorstoßen konnte, in dem sie sich nach über drei Stunden Marija Scharapowa mit 4:6, 7:6, 2:6 geschlagen geben musste. Beim Rasenturnier in Eastbourne erreichte sie das Semifinale, in dem sie Angelique Kerber mit 0:6 und 3:6 unterlag. In Wimbledon erreichte sie mit Siegen über Dominika Cibulková und Wolha Hawarzowa die dritte Runde, in der sie gegen Francesca Schiavone eine deutliche Zweisatzniederlage kassierte.
Bei den Olympischen Spielen in London traf sie in der ersten Runde erneut auf Schiavone, der sie ein weiteres Mal unterlag, diesmal in drei Sätzen. In Seoul zog sie 2012 ins Viertelfinale ein und schied dort gegen Caroline Wozniacki in zwei glatten Sätzen aus.
Zu Jahresbeginn 2013 stand sie im Finale von Shenzhen, in dem sie sich gegen Li Na in drei Sätzen geschlagen geben musste. Nachdem sie in Hobart, Doha, Indian Wells und Miami jeweils das Achtelfinale erreicht hatte, kletterte sie in der WTA-Weltrangliste bis auf Platz 20. Im Juli gelang ihr in Båstad an der Seite von Anabel Medina Garrigues im Doppel der zweite Titelgewinn bei einem WTA-Turnier. Im Einzel schied sie dort im Halbfinale gegen Serena Williams aus.
In Brasilien gewann Koukalová im März 2014 nach fast achteinhalb Jahren wieder einen Einzeltitel auf der WTA Tour, es war ihr dritter und letzter. Bereits in der Woche zuvor hatte sie beim WTA-Sandplatzturnier Rio Open im Finale gestanden, gegen Kurumi Nara aber in drei Sätzen verloren. Im April, nach ihrer Endspielteilnahme in Katowice an der Seite von Monica Niculescu, mit der sie im Januar 2014 schon zwei WTA-Turniere gewonnen hatte, erzielte sie mit Platz 34 eine neue persönliche Bestmarke im Doppel-Ranking, die sie im Mai 2014 noch um drei Positionen verbessern konnte.
2012 und 2013 – jeweils noch als Klára Zakopalová – sowie 2014 wurde sie mit dem TC Blau-Weiss Bocholt Deutsche Mannschaftsmeisterin.
Im September 2016 beendete sie ihre Tenniskarriere.

## Persönliches
Von 2006 bis 2010 war Klára Koukalová mit dem tschechischen Fußballprofi Jan Zakopal verheiratet. Sie nahm mit der Heirat dessen Namen an und hieß nun Klára Zakopalová. Ab März 2014 verwendete sie wieder ihren Geburtsnamen.

## Erfolge

### Einzel

#### Turniersiege
| Nr. | Datum              | Turnier          | Kategorie         | Belag     | Finalgegnerin      | Ergebnis       |
| --- | ------------------ | ---------------- | ----------------- | --------- | ------------------ | -------------- |
| 1.  | Juli 1999          | Alkmaar          | ITF $10.000       | Sand      | Janet Bergman      | 6:2, 6:1       |
| 2.  | Juni 2000          | Sopot            | ITF $25.000       | Sand      | Syna Schreiber     | 7:67, 6:3      |
| 3.  | August 2000        | Maribor          | ITF $25.000       | Sand      | Angelika Roesch    | 7:5, 6:4       |
| 4.  | Juni 2001          | Marseille        | ITF $10.000       | Sand      | Karina Habšudová   | 6:4, 4:6, 7:63 |
| 5.  | Juni 2002          | Caserta          | ITF $50.000+H     | Sand      | Mariana Díaz Oliva | 7:64, 5:7, 7:5 |
| 6.  | 18. Juni 2005      | ’s-Hertogenbosch | WTA Tier III      | Rasen     | Lucie Šafářová     | 3:6, 6:2, 6:2  |
| 7.  | 25. September 2005 | Portorož         | WTA Tier IV       | Hartplatz | Katarina Srebotnik | 6:2, 4:6, 6:3  |
| 8.  | Juni 2007          | Zlín             | ITF $50.000       | Sand      | Petra Kvitová      | 6:4, 6:1       |
| 9.  | Juni 2010          | Marseille        | ITF $100.000+H    | Sand      | Johanna Larsson    | 6:3, 6:3       |
| 10. | 2. März 2014       | Florianópolis    | WTA International | Hartplatz | Garbiñe Muguruza   | 4:6, 7:5, 6:0  |

#### Finalteilnahmen
| Nr. | Datum              | Turnier          | Kategorie         | Belag             | Turniersiegerin         | Ergebnis         |
| --- | ------------------ | ---------------- | ----------------- | ----------------- | ----------------------- | ---------------- |
| 1.  | 19. Mai 2001       | Antwerpen        | WTA Tier V        | Sand              | Barbara Rittner         | 3:6, 2:6         |
| 2.  | 14. Juli 2002      | Casablanca       | WTA Tier V        | Sand              | Patricia Wartusch       | 7:5, 3:6, 3:6    |
| 3.  | 2. August 2003     | Sopot            | WTA Tier III      | Sand              | Anna Smaschnowa         | 2:6, 0:6         |
| 4.  | 19. Juni 2004      | ’s-Hertogenbosch | WTA Tier III      | Rasen             | Mary Pierce             | 6:7, 2:6         |
| 5.  | 14. August 2004    | Sopot            | WTA Tier III      | Sand              | Flavia Pennetta         | 5:7, 6:3, 3:6    |
| 6.  | 24. Juli 2005      | Palermo          | WTA Tier IV       | Sand              | Anabel Medina Garrigues | 4:6, 0:6         |
| 7.  | 17. Februar 2008   | Viña del Mar     | WTA Tier III      | Sand              | Flavia Pennetta         | 4:6, 4:5 Aufgabe |
| 8.  | 8. August 2010     | Kopenhagen       | WTA International | Hartplatz (Halle) | Caroline Wozniacki      | 2:6, 6:75        |
| 9.  | 26. September 2010 | Seoul            | WTA International | Hartplatz         | Alissa Kleibanowa       | 1:6, 3:6         |
| 10. | 5. Januar 2013     | Shenzhen         | WTA International | Hartplatz         | Li Na                   | 3:6, 6:1, 5:7    |
| 11. | 11. Januar 2014    | Hobart           | WTA International | Hartplatz         | Garbiñe Muguruza        | 4:6, 0:6         |

### Doppel

#### Turniersiege
| Nr. | Datum           | Turnier          | Kategorie         | Belag     | Partnerin                  | Finalgegnerinnen                      | Ergebnis          |
| --- | --------------- | ---------------- | ----------------- | --------- | -------------------------- | ------------------------------------- | ----------------- |
| 1.  | 18. Juni 2011   | ’s-Hertogenbosch | WTA International | Rasen     | Barbora Záhlavová-Strýcová | Dominika Cibulková Flavia Pennetta    | 1:6, 6:4, [10:7]  |
| 2.  | 21. Juli 2013   | Båstad           | WTA International | Sand      | Anabel Medina Garrigues    | Alexandra Dulgheru Flavia Pennetta    | 6:1, 6:4          |
| 3.  | 4. Januar 2014  | Shenzhen         | WTA International | Hartplatz | Monica Niculescu           | Ljudmyla Kitschenok Nadija Kitschenok | 6:3, 6:4          |
| 4.  | 11. Januar 2014 | Hobart           | WTA International | Hartplatz | Monica Niculescu           | Lisa Raymond Zhang Shuai              | 6:2, 6:75, [10:8] |

#### Finalteilnahmen
| Nr. | Datum          | Turnier    | Kategorie         | Belag             | Partnerin         | Turniersiegerinnen                | Ergebnis         |
| --- | -------------- | ---------- | ----------------- | ----------------- | ----------------- | --------------------------------- | ---------------- |
| 1.  | 17. Juli 2011  | Palermo    | WTA International | Sand              | Andrea Hlaváčková | Sara Errani Roberta Vinci         | 5:7, 1:6         |
| 2.  | 22. Juni 2013  | Eastbourne | WTA Premier       | Rasen             | Monica Niculescu  | Nadja Petrowa Katarina Srebotnik  | 3:6, 3:6         |
| 3.  | 13. April 2014 | Katowice   | WTA International | Hartplatz (Halle) | Monica Niculescu  | Julija Bejhelsymer Olha Sawtschuk | 4:6, 7:5, [7:10] |

## Abschneiden bei Grand-Slam-Turnieren

### Einzel
| Turnier         | 2001 | 2002 | 2003 | 2004 | 2005 | 2006 | 2007 | 2008 | 2009 | 2010 | 2011 | 2012 | 2013 | 2014 | 2015 | 2016 | Karriere |
| --------------- | ---- | ---- | ---- | ---- | ---- | ---- | ---- | ---- | ---- | ---- | ---- | ---- | ---- | ---- | ---- | ---- | -------- |
| Australian Open | Q1   | Q2   | 3    | 1    | 2    | 1    | 1    | 1    | 1    | 1    | 2    | 1    | 2    | 1    | 2    | 1    | 3        |
| French Open     | —    | —    | 1    | 2    | 2    | 1    | Q2   | 2    | 1    | 2    | 1    | AF   | 1    | 1    | 1    | Q3   | AF       |
| Wimbledon       | —    | —    | 1    | 2    | 1    | 1    | Q3   | 1    | 1    | AF   | 3    | 3    | 3    | 2    | 1    | Q1   | AF       |
| US Open         | —    | —    | 1    | 1    | 1    | 1    | 1    | 1    | Q3   | 1    | 1    | 1    | 1    | 1    | 1    | —    | 1        |

Zeichenerklärung: S = Turniersieg; F, HF, VF, AF = Einzug ins Finale / Halbfinale / Viertelfinale / Achtelfinale; 1, 2, 3 = Ausscheiden in der 1. / 2. / 3. Hauptrunde; Q1, Q2, Q3 = Ausscheiden in der 1. / 2. / 3. Runde der Qualifikation; n. a. = nicht ausgetragen

### Doppel
| Turnier         | 2005 | 2006 | 2007 | 2008 | 2009 | 2010 | 2011 | 2012 | 2013 | 2014 | 2015 | Karriere |
| --------------- | ---- | ---- | ---- | ---- | ---- | ---- | ---- | ---- | ---- | ---- | ---- | -------- |
| Australian Open | —    | 1    | —    | 2    | 1    | —    | 2    | 1    | 1    | 2    | 1    | 2        |
| French Open     | 1    | 1    | —    | 1    | —    | 1    | 2    | AF   | 1    | 2    | 1    | AF       |
| Wimbledon       | 1    | 1    | —    | 1    | —    | 2    | 2    | 1    | 1    | 2    | 1    | 2        |
| US Open         | 1    | 1    | 1    | 1    | —    | 2    | 1    | 2    | 1    | AF   | 1    | AF       |

### Mixed
| Turnier         | 2011 | 2012 | 2013 | 2014 | Karriere |
| --------------- | ---- | ---- | ---- | ---- | -------- |
| Australian Open | —    | —    | —    | —    | —        |
| French Open     | 1    | —    | —    | —    | 1        |
| Wimbledon       | —    | —    | —    | 1    | 1        |
| US Open         | —    | —    | —    | 1    | 1        |